# 馬卡羅韋 (盧甘斯克州)
48°40′56″N 39°30′49″E / 48.68222°N 39.51361°E

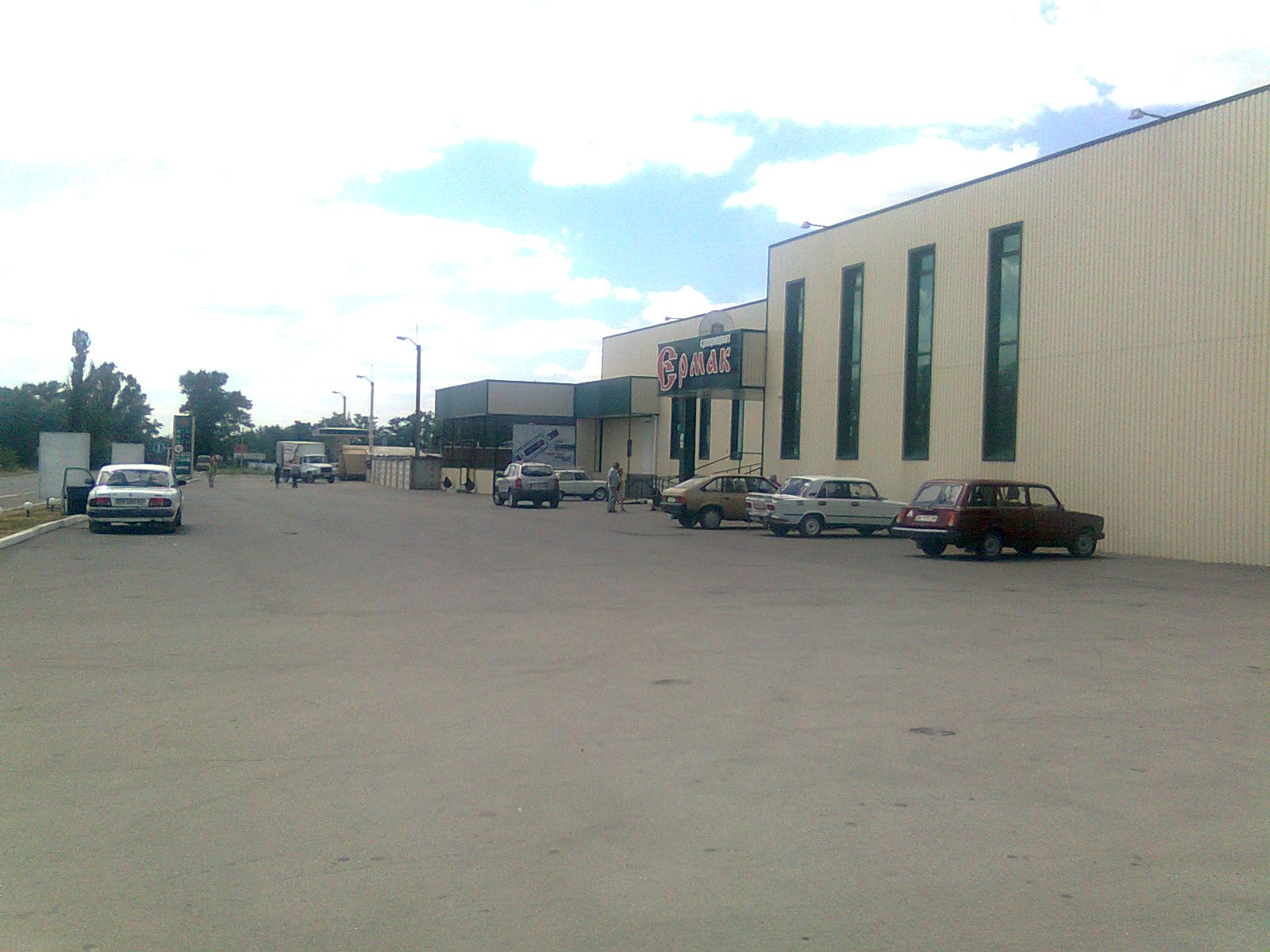
当地超市

馬卡羅韋（烏克蘭語：Макарове）是位於烏克蘭東部的村莊，由盧甘斯克州夏斯佳區的斯塔尼察-盧漢斯卡市鎮負責管轄。該村始建於1905年，面積1.17平方公里，海拔高度64米，2001年人口1,786，人口密度每平方公里1,527人。